# 유성구 을
대전 유성구 을은 대한민국의 국회의원 선거구이다. 대전광역시 유성구 일부를 관할한다. 현 지역구 국회의원은 더불어민주당의 황정아이다.

## 역사
대한민국 제20대 국회의원 선거를 앞두고 유성구의 인구 증가로 인해 유성구 선거구가 갑, 을로 분구되면서 신설되었다. 신설 당시 노은2동, 노은3동, 신성동, 전민동, 관평동, 구즉동을 관할하였으며 나머지 지역은 유성구 갑이 되었다.

## 관할 구역
| 대수        | 관할 구역                                               |
| ----------- | ------------------------------------------------------- |
| 20대 ~ 현재 | 유성구 노은2동, 노은3동, 신성동, 전민동, 구즉동, 관평동 |

## 역대 국회의원
| 선거   | 정당 | 정당         | 의원   |
| ------ | ---- | ------------ | ------ |
| 2016년 |      | 더불어민주당 | 이상민 |
| 2020년 |      | 더불어민주당 | 이상민 |
| 2024년 |      | 더불어민주당 | 황정아 |

## 역대 선거 결과

### 대한민국 제20대 국회의원 선거
|  | 56.87% |

|  | 26.17% |

|  | 11.18% |

|  | 4.66% |

|  | 1.09% |

### 대한민국 제21대 국회의원 선거
|  | 55.85% |

|  | 37.00% |

|  | 6.59% |

|  | 0.54% |

### 대한민국 제22대 국회의원 선거
|  | 59.76% |

|  | 37.19% |

|  | 3.04% |